# Pete Yorn
Peter Joseph Yorn (Montville, Nueva Jersey, Estados Unidos, 27 de julio de 1974), más conocido como Pete Yorn, es un cantante, compositor y guitarrista. Obtuvo reconocimiento internacional cuando su música, incluyendo la canción "Strange Condition", apareció en la película de 2000 Me, Myself & Irene. Yorn también escribió la banda sonora de esa película.

## Biografía
Yorn nació en Pompton Plains, Nueva Jersey, y se crio como judío en Montville, Nueva Jersey, hijo de Joan, antigua maestra de escuela y agente inmobiliaria, y Lawrence K. Yorn, dentista jubilado y antiguo capitán del Ejército de los Estados Unidos. Yorn asistió al instituto Montville Township High School. Yorn se licenció en la Universidad de Siracusa en 1996. Su hermano Rick es un importante representante de talentos en Hollywood y fue el responsable de enseñar a Pete, de nueve años, a tocar la batería. Su hermano mayor, Kevin Yorn, es abogado especializado en espectáculos. Después se concentró en aprender a tocar guitarra. Comenzó su carrera musical tocando en shows de talentos en la escuela. Pero la universidad hizo que Pete se anima a trabajar con la música. Después de graduarse, se mudó a Los Ángeles, donde comenzó a tocar en cafés.

## Trayectoria
Yorn menciona al grupo Sloan, de Nueva Escocia, como uno de los que más le influyeron, e incluso admite que, tras verlos en directo en 1999, quedó tan impresionado por su talento que se preguntó si merecería la pena seguir adelante incluso con su álbum de debut. Más tarde, Sloan haría una gira con Yorn por Estados Unidos en 2002.
Yorn compuso la banda sonora de Me, Myself & Irene en 2000. Sus canciones Strange Condition y Just Another aparecieron en la película.

### musicforthemorningafter
Yorn publicó su primer LP, titulado "musicforthemorningafter", el 27 de marzo de 2001, que se convirtió en disco de oro gracias a su sencillo principal, Life on a Chain. La revista Rolling Stone nombró a Yorn una de las "Diez bandas a seguir en 2001" y otorgó al álbum una calificación favorable de cuatro estrellas. Yorn y su banda Dirty Bird estuvieron de gira durante 18 meses seguidos para promocionar su primer disco.

### Day I Forgot
En 2003, Yorn publicó el álbum "Day I Forgot", del que se habían vendido más de 275.000 copias en Estados Unidos hasta 2005 y que obtuvo un tercer éxito radiofónico con la canción Come Back Home. Q Magazine, en su crítica de 4 estrellas, describió el disco como simplemente "maravilloso". El disco también incluía Crystal Village, y Turn of The Century. Esta última apareció en la película de 2004 The Girl Next Door. Tras la extensa gira "Day I Forgot", Yorn publicó un doble álbum en directo, "LIVE From New Jersey", grabado en el Community Theater de Morristown, Nueva Jersey.

### Nightcrawler
En 2006, Yorn publicó su tercer álbum, "Nightcrawler", y realizó una extensa gira para promocionarlo. Antes de cada concierto, Yorn actuaba en acústico en una tienda de discos independiente de la ciudad por la que pasaba. Todas estas actuaciones se grabaron y dieron lugar a una extensa serie de EP en directo. (La lista completa de los EP en directo figura más abajo). "Nightcrawler" fue nombrado uno de los 20 mejores discos de 2006 por la revista Paste.
El tercer disco de estudio de Pete Yorn, Nightcrawler, completa una especie de trilogía conceptual, que abarca sus tres primeros álbumes (sin incluir los EP): comienza por la mañana con el LP musicforthemorningafter, continúa durante el día con el LP Day I Forgot y llega al anochecer con el LP Nightcrawler.
En septiembre de 2006, en una entrevista con silentuproar.com, Yorn se explayó sobre sus verdaderas intenciones detrás de la trilogía, señalando que era, al menos en parte, una trilogía consciente, pero que no pretendía tomársela demasiado en serio: «No me refería a una trilogía como la de Star Wars, en la que todo es una historia». Yorn expresó que la «trilogía» era más una especie de diario; una persona que adquiere nuevas experiencias vitales y simplemente las comenta en orden lineal. «Así que es una especie de análisis continuo de esos temas, y el LP de Nightcrawler representaría una fase posterior», dijo Yorn.

### Colaboraciones
En 2008, Pete Yorn grabó con Frank Black y lanzó una nueva canción, titulada American Blues Vol. 1. Se rodó un vídeo musical para el sencillo, y la propia canción se publicó gratuitamente en la página web oficial de Yorn durante un breve periodo de tiempo. Sobre la canción, Yorn ha dicho: «Escribí American Blues Vol. 1. el 4 de julio después de leer el periódico de la mañana. No se parece a ninguna otra canción que haya escrito. Me conmovió la cantidad de negatividad que leía y cómo incluso grupos boicoteaban el Día de la Independencia porque estaban muy disgustados con el estado de nuestra nación. Esperaba que las cosas mejoraran... obviamente aún no lo han hecho... pero sé que lo harán con el tiempo".
Yorn aparece en el álbum "Vancouver", de 2009, del artista canadiense Matthew Good, haciendo coros.
Can't Hear Anyone, una canción que Yorn escribió durante las sesiones de "Nightcrawler", se utilizó para un anuncio de Mercedes-Benz y se lanzó como sencillo digital el 31 de marzo de 2009.

### Back and Fourth y Break Up
Columbia Records publicó su álbum, producido por Mike Mogis, titulado "Back and Fourth" el 23 de junio de 2009.
Yorn estuvo de gira con Coldplay como telonero durante el verano de 2009 y colaboró con la actriz y cantante Scarlett Johansson para grabar un proyecto titulado "Break Up". El álbum salió a la venta el 15 de septiembre de 2009, y su primer sencillo -Relator- se publicó digitalmente el 26 de mayo de 2009. El disco ya es disco de platino en Francia.

### Pete Yorn
Yorn publicó un álbum autotitulado el 28 de septiembre de 2010. Este disco fue publicado por Vagrant Records, y producido por Frank Black de The Pixies. Recibió una calificación favorable de 8/10 estrellas en la revista Spin y de 4/5 estrellas en Mojo. Realizó una gira por Norteamérica y Europa en apoyo de este disco del 14 de febrero al 12 de junio de 2011.
En noviembre de 2012, la emisora de radio KCRW, con sede en Santa Mónica, comenzó a girar canciones de un nuevo disco de una banda llamada The Olms. El DJ Jason Bentley ha informado de que Yorn es efectivamente miembro fundador de este grupo. El 8 de enero de 2013, la emisora insignia de NPR, KCRW, lanzó un tema de The Olms titulado «Wanna Feel It». El álbum debut homónimo de The Olms fue lanzado el 4 de junio de 2013 por la recién relanzada Harvest Records. El 15 de septiembre de 2013, Yorn y The Olms actuaron junto a Vampire Weekend en el iTunes Festival de Londres. Se lanzó un EP de la actuación junto con un documental centrado en su primera gira que se estrenó el 12 de noviembre de 2013. Allmusic.com en su crítica de 4 estrellas de The Olms dijo lo siguiente: «...un excelente álbum de dos tipos que han descubierto el poder transformador que puede derivarse de la colaboración».
El 6 de noviembre de 2015 en un comunicado a los aficionados, Yorn anunció que había firmado con Capitol Records y que lanzaría su sexto álbum de estudio, ArrangingTime a principios de 2016.

### Apart
En 2018, Yorn volvió a colaborar con Johansson en un nuevo EP, Apart, su primer proyecto de este tipo desde que trabajaron juntos en Break Up, de 2009. En una entrevista con Forbes, Yorn comentó lo mucho que el álbum, en contraste con la colaboración anterior, proporciona perspectiva sobre cómo cambió su vida en la última década, mientras que Johansson se burló de un tercer álbum que presumiblemente se lanzará a finales de 2020.

### Caretakers
El 9 de agosto de 2019, Yorn lanzó su séptimo álbum completo en solitario "Caretakers" a través de su nuevo sello Shelly Music. Fue producido por Pete Yorn y Jackson Phillips de Day Wave. Stephen Thomas Erlewine le dio a Caretakers cuatro estrellas en su crítica de All Music Guide, llamándolo «...una mezcla atractiva que lo diferencia de la mayoría de los otros álbumes de 2019»[cita requerida] El primer sencillo de Caretakers, Calm Down, alcanzó el #2 en la lista de radio AAA de Mediabase, casi 19 años después de que su sencillo debut Life on a Chain llegará hasta el #1 y se mantuviera allí durante 6 semanas en 2001.

### Pete Yorn en directo en el Troubadour
Pete Yorn Live at the Troubadour fue lanzado digitalmente y en CD a través de Bandcamp el 14 de mayo de 2020.

### Pete Yorn Live at the Fonda
Lanzado el 29 de agosto de 2020 Pete Yorn: Live at the Fonda es un doble lanzamiento en directo digital y en CD en Bandcamp. El paquete viene con una película del concierto filmada por el director y colaborador desde hace mucho tiempo Jim Wright (en el mismo show que el álbum el 28 de agosto de 2009). Entre los temas versionados se incluyen «Hungry Heart» de Bruce Springsteen y «Bizarre Love Triangle» de New Order.
Además de aparecer su banda sonora en la película Me, Myself & Irene, las grabaciones de Pete Yorn han aparecido en bandas sonoras de películas, incluyendo Orange County (2001), Bandits (2001), Spider-Man (2002), John Q (2002), Shrek 2 (2004) y My Sister's Keeper (2009).
También el tema Lose You aparece en un capítulo de la quinta temporada de House M. D.. 

### Pete Yorn Sings the Classics
El 15 de enero de 2021, Shelly Records publicó Pete Yorn Sings the Classics, un disco completo de versiones. Comienza con su versión de «Here Comes Your Man» de los Pixies y termina con el clásico «Moon River» (grabado originalmente en 1961). Liz Phair, Rami Jaffee (Foo Fighters, Wallflowers) y Tim Walker (Minibar) son algunos de los músicos invitados en el álbum de estudio de 10 canciones. Yorn grabó el disco con su viejo amigo y compañero músico y productor Marc «Doc» Dauer. El disco se publicó inicialmente en CD y en formato digital a través de la tienda Bandcamp de Pete. El lanzamiento en vinilo se espera para el Record Store Day en la primavera de 2021. El escritor Jim Beviglia en American Songwriter lo calificó como un «sobresaliente nuevo álbum de versiones» y añadió «El afecto y el cuidado que Yorn tiene por el material elegido se muestran temprano y con frecuencia en Pete Yorn Sings the Classics.» El 19 de enero de 2021 Pete interpretó la canción «They Don't Know» que fue escrita por Kirsty MacColl en The Ellen DeGeneres Show.
Yorn siguió con Hawaii en 2022.

## Colaboraciones
El guitarrista Peter Buck de la banda R.E.M. ha aparecido en varias grabaciones de Pete Yorn, incluida la instrumentación en la versión sencillo de Strange Condition y en varias canciones del LP "Day I Forgot". Yorn ha trabajado con los productores R. Walt Vincent, Brad Wood y Ken Andrews de Failure y Year of the Rabbit, además de otros productores como Scott Litt, Butch Walker y el productor de Sonic Youth Don Fleming.
Yorn ha compartido cartel con Dave Matthews Band, R.E.M., Crowded House, Foo Fighters, Weezer, Coldplay, The Dixie Chicks, Semisonic y Sunny Day Real Estate, entre otros.
Yorn ha tocado en el Carnegie Hall en dos ocasiones como parte de homenajes a Neil Young y Bruce Springsteen. Yorn pronunció el discurso de graduación de 2011 ante la clase de Artes Visuales y Escénicas de su alma mater, la Universidad de Siracusa.
Se puede escuchar a Yorn en el álbum Live From Austin Texas de 2007 de Guided by Voices, cantando coros y esporádicas pistas en Cut Out Witch. Robert Pollard dice después de la canción que espera que "no arruine la carrera de Yorn".
La canción de Yorn, Lose You se puede escuchar justo antes de los créditos finales del episodio "Simple Explanation" durante el funeral de Kutner en la serie House.

## Discografía

### Álbumes de estudio
| Año  | Álbum                             | Posicionamiento en listas | Posicionamiento en listas | Posicionamiento en listas | Posicionamiento en listas | Posicionamiento en listas | Ventas         | Certificaciones |
| Año  | Álbum                             | USA                       | US Rock                   | FRA                       | ALE                       | SUI                       | Ventas         | Certificaciones |
| ---- | --------------------------------- | ------------------------- | ------------------------- | ------------------------- | ------------------------- | ------------------------- | -------------- | --------------- |
| 2001 | musicforthemorningafter           | 111                       | —                         | —                         | —                         | —                         | - USA: 650,000 | - RIAA: Oro     |
| 2003 | Day I Forgot                      | 18                        | —                         | —                         | —                         | —                         | - USA: 275,000 |                 |
| 2006 | Nightcrawler                      | 50                        | 17                        | —                         | —                         | —                         |                |                 |
| 2009 | Back and Fourth                   | 32                        | 14                        | —                         | —                         | —                         | - USA: 12,000  |                 |
| 2009 | Break Up (con Scarlett Johansson) | 41                        | 14                        | 18                        | 89                        | 58                        |                | - SNEP: Oro     |
| 2010 | Pete Yorn                         | 66                        | 22                        | —                         | —                         | —                         | - USA: 28,000  |                 |
| 2016 | ArrangingTime                     | 63                        | 7                         | —                         | —                         | —                         |                |                 |
| 2019 | Caretakers                        | —                         | —                         | —                         | —                         | —                         | —              | —               |
| 2021 | Pete Yorn Sings the Classics      | —                         | —                         | —                         | —                         | —                         |                |                 |
| 2022 | Hawaii                            | —                         | —                         | —                         | —                         | —                         | —              | —               |
| 2024 | The Hard Way                      | —                         | —                         | —                         | —                         | —                         | —              | —               |

### Álbumes en vivo
- Live at the Roxy (2001)
- Live from New Jersey (2004)
- Pete Yorn Live at the Troubadour (2020)
- Pete Yorn: Live at the Fonda (2020)
- Pete Yorn: Live from Philadelphia 11.24.01 (2023)

### EPs
- Sunset (2000)
- Westerns (2006)
- You & Me Acoustic: Live from... (2006)
- Live from SoHo (iTunes-exclusive) (2007)
- The Demos: Garage Sessions Vol. 1 (2009)
- Paradise Cove (2009)[37][38]
- Apart (con Scarlett Johansson) (2018)
- Ever Fallen in Love (2021)

### Sencillos
| Título                                                                         | Año  | Posicionamiento en listas | Posicionamiento en listas | Posicionamiento en listas | Posicionamiento en listas | Álbum                   |
| Título                                                                         | Año  | ALE                       | US Alt                    | US Adult Pop              | US AAA                    | Álbum                   |
| ------------------------------------------------------------------------------ | ---- | ------------------------- | ------------------------- | ------------------------- | ------------------------- | ----------------------- |
| "Life on a Chain"                                                              | 2001 | —                         | —                         | 35                        | 1                         | musicforthemorningafter |
| "For Nancy ('Cos It Already Is)"                                               | 2001 | —                         | 28                        | —                         | —                         | musicforthemorningafter |
| "Strange Condition"                                                            | 2002 | —                         | 36                        | 34                        | 1                         | musicforthemorningafter |
| "Come Back Home"                                                               | 2003 | —                         | 32                        | —                         | 4                         | Day I Forgot            |
| "Crystal Village"                                                              | 2003 | —                         | —                         | 28                        | 2                         | Day I Forgot            |
| "For Us"                                                                       | 2006 | —                         | 38                        | —                         | 5                         | Nightcrawler            |
| "Alive"                                                                        | 2007 | —                         | —                         | —                         | —                         | Nightcrawler            |
| "Don't Wanna Cry"                                                              | 2009 | —                         | —                         | —                         | 9                         | Back and Fourth         |
| "Relator" (con Scarlett Johansson)                                             | 2009 | 91                        | —                         | —                         | —                         | Break Up                |
| "Precious Stone"                                                               | 2010 | —                         | —                         | —                         | —                         | Pete Yorn               |
| "Summer Was a Day"                                                             | 2015 | —                         | —                         | —                         | —                         | ArrangingTime           |
| "Lost Weekend"                                                                 | 2016 | —                         | —                         | —                         | 16                        | ArrangingTime           |
| "Bad Dreams" (con Scarlett Johansson)                                          | 2018 | —                         | —                         | —                         | —                         | Apart EP                |
| "Calm Down"                                                                    | 2019 | —                         | —                         | —                         | 6                         | Caretakers              |
| "I Wanna Be the One"                                                           | 2020 | —                         | —                         | —                         | 25                        | Caretakers              |
| "Elizabeth Taylor"                                                             | 2021 | —                         | —                         | —                         | 31                        | Hawaii                  |
| "Someday, Someday"                                                             | 2024 | —                         | —                         | —                         | 10                        | The Hard Way            |
| "Real Good Love"                                                               | 2024 | —                         | —                         | —                         | 22                        | The Hard Way            |
| "—" Denota una canción que no figuró en la lista o no fue lanzada en ese país. |      |                           |                           |                           |                           |                         |